# Salakas
Salakas (polonais: Sołoki) est une ville du nord-est de la Lituanie, sa population est de 499 habitants.

## Histoire
En août 1941, environ 150 juifs de la ville sont assassinés dans une exécution de masse. Le massacre est perpétré par un Einsatzgruppen dans la forêt voisine de Sungardai. 